# Stazione di Tamatsukuri
La stazione di Tamatsukuri (玉造駅?, Tamatsukuri-eki) è una delle stazioni della Linea Circolare di Ōsaka nell'omonima città giapponese, situata nella zona sud-occidentale, gestita dalla JR West. Presso la stazione è presente anche una fermata della linea Nagahori Tsurumi-ryokuchi della metropolitana di Osaka.

## Linee

### Treni
- JR West
  - ■ Linea Circolare di Ōsaka

### Metropolitane
- Metropolitana di Osaka
  -  Linea Nagahori Tsurumi-ryokuchi